# Ainslie Embree
Ainslie Thomas Embree (* 1921 in Sunnyside, bei Hawkesbury, Kap-Breton-Insel, Nova Scotia, Kanada; † 6. Juni 2017) war ein kanadisch-amerikanischer Indologe und Historiker.

## Leben
Embree studierte an einer der ältesten und angesehensten Universitäten der Vereinigten Staaten, der 1754 gegründeten Columbia University von New York, wo er 1941 mit dem Bachelor-Grad (B.A.) abschloss. Nach seinem Militärdienst in der Royal Canadian Air Force innerhalb der britischen RAF – Embree flog als Navigator im Offiziersrang – kam er durch einen Freund in Kontakt mit dem von der kanadischen Kirche gegründeten und zur Universität Agra gehörigen Indore Christian College in Zentral-Indien, wo er von 1948 bis 1958 lehrte. Seine spätere Frau war bereits Lehrerin im südindischen Madurai und war später zusammen mit ihrem Mann als Soziologielehrerin am selben College in Indore tätig. Anschließend wurde Embree – nach seiner Promotion im Jahr 1960 an der Columbia University – als Professor ebendort berufen, wo er es sich zur Lebensaufgabe machte, die Kenntnisse der Amerikaner über das vergangene ebenso wie das gegenwärtige Indien zu vertiefen.
Embree war mehrfach zu Studienaufenthalten in Indien (1963 und 1967) und Direktor des Southern Asian Institute an der Columbia University, 1978–1980 war er unter der Carter-Administration Counsellor for Cultural Affairs bei der amerikanischen Botschaft in Delhi.
1991 emeritiert, begleitete er 1994–95 den neu ernannten US-amerikanischen Botschafter Frank Wisner (1938–2025) in derselben Funktion, wo er auch dessen Stab beriet.
1998 wurde Embree in die American Academy of Arts and Sciences gewählt. Außer an der Columbia University lehrte er auch an der Duke-, Brown-, der Johns Hopkins University und in Oxford am St Antony’s College.
Er war Präsident der American Association for Asian Studies und des American Institute for Indian Studies.
Das Ehepaar Embree hatte zwei Kinder.

## Schriften (Auswahl)
Als Autor
- zusammen mit Friedrich Wilhelm: Indien (= Fischer Weltgeschichte Band 17). Fischer Taschenbuchverlag, Frankfurt/M. 1967 – Trotz des älteren Standes immer noch eine sehr gut lesbare und zutreffende Geschichtsdarstellung
- Charles Grant and the British Rule in India. G. Allene, London 1962.
- Imagining India. Essays on Indian History (= Comparative Studies in religion and sciety; Band 3). Oxford University Press, Delhi 1989. ISBN 0-19-562413-0.
- Utopias in Conflict. Religion and Nationalism in India. University of California Press, Delhi 1990. ISBN 0-520-06866-1.
- India’s Search for National Identity. Chanakya Publ., Delhi 1988, ISBN 81-7001-032-2 (EA New York 1972).

Als Herausgeber
- zusammen mit Sheikh M. Ikram: Muslim civilisation in India. New York 1964.
- The Hindu Tradition. Modern Library, New York 1966.
- Encyclopedia of Asian History. Collier/Macmillan, London 1988.

1. Aba–Gree. ISBN 0-684-18898-8
2. Guen–Mima. ISBN 0-684-18899-6.
3. Min–Spri. ISBN 0-684-18900-3.
4. Sri–Zuy. ISBN 0-684-18901-1.

- Sources of Indian Tradition. 2. Auflage. Columbia University Press, New York 1988.

1. From the beginning to 1800. ISBN 0-231-06650-3.
2. Modern India and Pakistan. ISBN 0-231-06414-4.

- zusammen mit Carol Gluck: Asia in Western and World History. A guide for teaching. Armonk, N.Y. M. E. Sharpe 1997, ISBN 1-563-2426-4-8.
- zusammen mit Joseph W. Elder und Edward C. Dimock jr.: India’s worlds and U.S. scholars. 1947–1997. American Institute of Indian Studies, New Delhi 1998. ISBN 81-7304-235-7.
- zusammen mit Mark C. Carnes: Defining a nation. India on the eve of independence, 1945. W. W. Norton, New York 2013. ISBN 978-0-393-93728-2.

## Abbildung
- Foto auf dem Nachruf der Columbia University